# Attleboro
Attleboro és una població dels Estats Units a l'estat de Massachusetts. Segons el cens del 2008 tenia 42.833 habitants.

## Demografia
Segons el cens del 2000, Attleboro tenia 42.068 habitants, 16.019 habitatges, i 10.924 famílies. La densitat de població era de 590,4 habitants per km².
Dels 16.019 habitatges en un 33,4% hi vivien nens de menys de 18 anys, en un 53,6% hi vivien parelles casades, en un 10,6% dones solteres, i en un 31,8% no eren unitats familiars. En el 25,7% dels habitatges hi vivien persones soles el 9,4% de les quals corresponia a persones de 65 anys o més que vivien soles. El nombre mitjà de persones vivint en cada habitatge era de 2,57 i el nombre mitjà de persones que vivien en cada família era de 3,12.
Per edats la població es repartia de la següent manera: un 25,4% tenia menys de 18 anys, un 6,8% entre 18 i 24, un 34% entre 25 i 44, un 21% de 45 a 60 i un 12,9% 65 anys o més.
L'edat mediana era de 36 anys. Per cada 100 dones de 18 o més anys hi havia 91 homes.
La renda mediana per habitatge era de 50.807 $ i la renda mediana per família de 59.112$. Els homes tenien una renda mediana de 40.331 $ mentre que les dones 28.769$. La renda per capita de la població era de 22.660$. Entorn del 3,7% de les famílies i el 6,2% de la població estaven per davall del llindar de pobresa.

## Poblacions més properes
El següent diagrama mostra les poblacions més properes.